# Нагліс Борис Павлович
Борис Павлович На́гліс (рос. Борис Павлович Наглис; * 21 грудня 1911, Ковно, зараз Каунас — † 22 квітня 1977, Москва) — радянський шахіст і шаховий діяч. Був директором Центрального шахового клубу СРСР (1957—1970), членом президії Шахової федерації СРСР. Майстер спорту СРСР (1961), міжнародний арбітр (1962).

## Життєпис
Протягом 1937—1941 років — інструктор з шахів Московського комітету фізкультури і спорту.
Радянсько-німецьку війну розпочав у складі 4-ї Комуністичної дивізії, яка обороняла Москву восени 1941 року, згодом брав участь в атакувальних діях проти армії Паулюса під Сталінградом. Завершив війну в Берліні, став майором, удостоєний 5 орденів. В 1945 році став чемпіоном радянської військової адміністрації в Німеччині, брав участь у матчі з командою військових частин США.
Був директором Центрального шахового клубу СРСР (1957—1970), членом президії Шахової федерації СРСР, директором Москоського шахового клубу (1973—1977). Майстер спорту СРСР (1961), міжнародний арбітр (1962). Головний суддя ряду міжнародних турнірів.